# Edward Grey

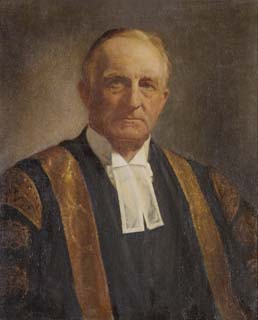
Edward Grey

Sir Edward Grey, 3e baronet (25 april 1862 – 7 september 1933) was een Brits politicus.
Grey werd eind 1905, nadat het Britse conservatieve kabinet plaats maakte voor de Liberalen, de nieuwe minister van Buitenlandse Zaken. Hij zou deze functie behouden tot 1916, het langst ononderbroken mandaat tot nu toe. Bij het begin van de Eerste Wereldoorlog deed hij de bekende uitspraak: The lamps are going out all over Europe; we shall not see them lit again in our lifetime. In 1916 werd Edward Grey verheven tot Viscount Grey of Falladon.

## Achtergrond, opleiding en vroege carrière
Grey was de oudste van zeven kinderen. Kolonel George Henry Grey en Harriet Jane Pearson, dochter van Charles Pearson, waren zijn ouders. Zijn grootvader George Grey, 2de baronet van Fallodon, was ook een vooraanstaand liberaal politicus.
Grey ging naar de Temple Grove school van 1873 tot 1876. In december 1874 stierf zijn vader. Zijn grootvader nam de verantwoordelijkheid voor zijn opvoeding op zich en stuurde hem naar Winchester College in 1876.
Grey ging vervolgens naar Balliol College, Oxford en naar de Universiteit van Oxford. Hij was gekend als een eerder luie student. Hij was meer geïnteresseerd in sport en werd universiteitskampioen in tennis. In 1882 sterft zijn grootvader en wordt hij sir Edward Grey. Hij erft ongeveer 8,1 km² grond en verkrijgt een eigen maandinkomen. Hij keert terug naar Oxford. In het najaar van 1883, stapt Grey over naar de faculteit Rechtsgeleerdheid. In januari 1884 wordt hij naar huis gestuurd, maar mag terugkeren om zijn examens te doen.
Grey verlaat de universiteit zonder diploma. In de zomer van 1884 vraagt hij aan zijn buurman, Lord Northbrook, op dat moment First Lord of the Admiralty, om een "ernstige en onbetaalde werkgelegenheid" voor hem te vinden. Northbrook beveelt hem aan als privésecretaris bij zijn neef Evelyn Baring, de Britse consul-generaal in Egypte, die op dat moment in Londen was. Northbrook vond dat Grey zeer enthousiast was in politieke zaken. Nadat Evelyn Baring terugkeerde naar Egypte, vond hij voor Edward een positie als onbezoldigd privésecretaris van Hugh Childers, minister van Financiën.

## Aanloop naar WO I
Tijdens de crises in Marokko in 1905-1906 en in 1911 had hij een vast standpunt in zijn buitenlandse politiek. Als het tot problemen kwam tussen Frankrijk en Duitsland, zou Groot-Brittannië de kant kiezen van Frankrijk. Hij kwam ook tot solide politieke overeenkomsten met Japan en Rusland in 1907.
Dit had tot gevolg dat zowel Frankrijk als Rusland zich sterk voelden in hun onderhandelingen met Duitsland. Ze voelden zich namelijk, onofficieel, gesteund door de Britten. Na de moord op aartshertog Franz Ferdinand probeerde Grey nog de vrede te bewaren. Hij deed het voorstel dat Oostenrijk-Hongarije het recht zou krijgen om Belgrado te bezetten.
Na de mislukte vredesonderhandelingen kon hij het Brits parlement overtuigen van deelname aan de strijd op het Europese vasteland. Dit deed hij door te wijzen op de inval van de Duitsers in het neutrale België. Later wist hij ook nog Italië en de Verenigde Staten te overtuigen om partij te kiezen voor de geallieerden.
Zodra Duitsland de oorlog verklaarde aan Frankrijk op 3 augustus en vervolgens het neutrale België binnenviel, werd Groot-Brittannië ook betrokken in de oorlog tegen Duitsland. Grey betoogde dat het een erezaak was voor Groot-Brittannië om Frankrijk en België te ondersteunen.
De aard van Greys diplomatie leidde tot geschillen binnen zijn eigen partij, en binnen de oppositie. Charles Trevelyan, de liberale secretaris van de raad van Onderwijs, nam ontslag uit de regering uit protest tegen Greys optreden in deze kwestie.
Grey zelf was geschokt door de gang van zaken, dit verwoordde hij in volgende woorden met zijn beroemde waarschuwing, "De lichten gaan uit in heel Europa; wij zullen ze tijdens ons leven niet meer aan zien gaan." In zijn buitenlands beleid in zake de Balkan werd hij beschuldigd van het tegenwerken van Turkije en Bulgarije, en het compliceren van de relaties met Griekenland en Roemenië, wat leidde tot zijn uitsluiting van premier Asquiths oorlogskabinet in november 1915.

## Privéleven
Tijdens zijn jaren aan de universiteit speelde Grey onder meer voetbal en tennis. Als tennisspeler werd hij in 1883 kampioen van Oxford University. Edward Grey won het Brits kampioenschap tennis in 1889, 1891, 1895, 1896 en 1898. Daarnaast was hij ook een fervent vliegvisser en ornitholoog.
Lord Grey of Falladon trouwde in 1885 met Dorothy, de dochter van S.F. Widdrington. Zij stierf in februari 1906. In 1922 hertrouwde hij met Pamela Adelaide Genevieve, dochter van Percy Wyndham en weduwe van Lord Glenconner. In 1923-1924 was hij, als lid van het House of Commons, het Lagerhuis, leider van de liberale oppositie. Ondertussen was hij ook geleidelijk blind aan het worden. Na het overlijden van zijn tweede vrouw in november 1928, bleef hij weduwnaar tot zijn dood in september 1933.

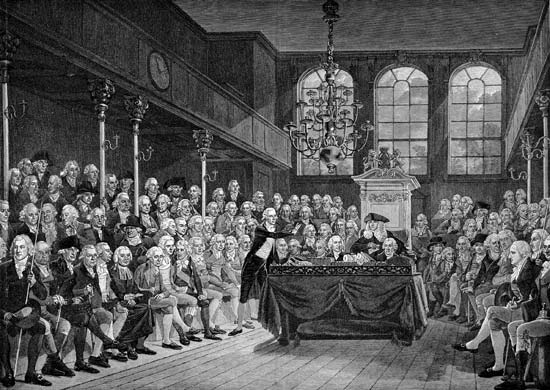
Het Lagerhuis